# Sichuan Airlines
Sichuan Airlines (En chino: 四川航空公司) es una aerolínea regional basada en Chengdu, Provincia de Sichuan, República Popular China. Principalmente opera vuelos regulares nacionales desde el Aeropuerto Internacional de Chongqing Jiangbei.

## Historia
La aerolínea se fundó el 19 de septiembre de 1986, empezó operaciones el 14 de julio de 1988, con un vuelo entre Chengdu y Wanzhou. En agosto de 2002 la aerolínea tuvo una reorganización y Sichuan Airlines Group, entidad gubernamental, se convirtió en el mayor accionista llegando a tener 40% de la compañía. Los otros accionistas eran China Southern Airlines (39%), Shandong Airlines (10%), Shanghai Airlines (10%) y la cadena de Restaurantes Ginko (1%). La compañía cuenta con 1844 empleados.

## Flota

### Flota Actual
La flota de Sichuan Airlines se compone de las siguientes aeronaves con una edad media de 9,4 años (noviembre de 2024):